# 38. Golden Globe-gála
Az 38. Golden Globe-gálára 1981. január 31-én került sor, az 1980-ban mozikba, vagy képernyőkre került amerikai filmeket, illetve televíziós sorozatokat díjazó rendezvényt a kaliforniai Beverly Hillsben, a Beverly Hilton Hotelben tartották meg.
A 39. Golden Globe-gálán Gene Kelly vehette át a Cecil B. DeMille-életműdíjat.

## Filmes díjak
A nyertesek félkövérrel jelölve.
| Legjobb filmes díjak | Legjobb filmes díjak |
| Legjobb filmdráma | Legjobb vígjáték vagy zenés film |
| --- | --- |
| - Átlagemberek - Az elefántember - A kilencedik alakzat - Dühöngő bika - A kaszkadőr | - A szénbányász lánya - Airplane! - Hírnév - A sztárcsináló - Melvin és Howard |
| Legjobb filmes alakítások (filmdráma) | |
| Színész | Színésznő |
| - Robert De Niro – Dühöngő bika - John Hurt – Az elefántember - Jack Lemmon – Tribute - Peter O’Toole – A kaszkadőr - Donald Sutherland – Átlagemberek                                                                            | - Mary Tyler Moore – Átlagemberek - Ellen Burstyn – Feltámadás - Gena Rowlands – Glória - Nastassja Kinski – Egy tiszta nő - Deborah Raffin – Touched by Love                                                       |
| Legjobb filmes alakítások (vígjáték vagy zenés film) | |
| Színész | Színésznő |
| - Ray Sharkey – A sztárcsináló - Neil Diamond – Jazzénekes - Tommy Lee Jones – A szénbányász lánya - Paul Le Mat – Melvin és Howard - Walter Matthau – Ipi-apacs                                                                  | - Sissy Spacek – A szénbányász lánya - Irene Cara – Hírnév - Goldie Hawn – Benjamin közlegény - Bette Midler – Divine Madness - Dolly Parton – Kilenctől ötig                                                       |
| Legjobb mellékszereplők (filmdráma, vígjáték vagy zenés film) | |
| Színész | Színésznő |
| - Timothy Hutton – Átlagemberek - Judd Hirsch – Átlagemberek - Joe Pesci – Dühöngő bika - Jason Robards – Melvin és Howard - Scott Wilson – A kilencedik alakzat                                                                  | - Mary Steenburgen – Melvin és Howard - Lucie Arnaz – Jazzénekes - Beverly D'Angelo – A szénbányász lánya - Cathy Moriarty – Dühöngő bika - Debra Winger – Városi cowboy                                            |
| Az év felfedezettje | |
| Színész | Színésznő |
| - Timothy Hutton – Átlagemberek - William Hurt – Változó állapotok - Christopher Atkins – A kék lagúna - Michael O'Keefe – A nagy Santini - Steve Railsback – A kaszkadőr                                                         | - Nastassja Kinski – Egy tiszta nő - Cathy Moriarty – Dühöngő bika - Nancy Allen – Gyilkossághoz öltözve - Dolly Parton – Kilenctől ötig - Debra Winger – Városi cowboy                                             |
| Egyéb | |
| Legjobb rendező | Legjobb forgatókönyv |
| - Robert Redford – Átlagemberek - David Lynch – Az elefántember - Roman Polanski – Egy tiszta nő - Richard Rush – A kaszkadőr - Martin Scorsese – Dühöngő bika                                                                    | - William Peter Blatty – A kilencedik alakzat - Eric Bergren, Christopher De Vore – Az elefántember - Alvin Sargent – Átlagemberek - Mardik Martin, Paul Schrader – Dühöngő bika - Lawrence B. Marcus – A kaszkadőr |
| Legjobb eredeti filmzene | Legjobb eredeti filmbetétdal |
| - Dominic Frontiere – A kaszkadőr - Giorgio Moroder – Amerikai dzsigoló - Lalo Schifrin – Szerelemverseny - Michael Gore – Hírnév - John Barry – Valahol, valamikor - John Williams – Csillagok háborúja V: A Birodalom visszavág | - „Fame” – Hírnév - „9 to 5” – Kilenctől ötig - „Call Me” – Amerikai dzsigoló - „Love on the Rocks” – Jazzénekes - „Yesterday's Dreams” – Ismét szerelem                                                            |
| Legjobb idegen nyelvű film | |
| - Egy tiszta nő – Egyesült Királyság - 'Betörő' Morant – Ausztrália - Az utolsó metró – Franciaország - Árnyéklovas – Japán - Ragyogó karrierem – Ausztrália - Különleges terápia – Jugoszlávia                                   | |

## Televíziós díjak
A nyertesek félkövérrel jelölve.
| Legjobb televíziós sorozatok | Legjobb televíziós sorozatok |
| Filmdráma | Vígjáték vagy zenés film |
| --- | --- |
| - Sógun - Dallas - Hart to Hart - Lou Grant - Vegas - The Scarlett O'Hara War                                                          | - Taxi - Alice - Szerelemhajó - MASH - Soap |
| Minisorozat vagy tévéfilm | |
| - The Shadow Box - Anna Frank naplója - The Ordeal of Dr. Mudd - Playing for Time - A Tale of Two Cities                               | |
| Legjobb alakítás televíziós sorozatban (filmdráma)                                                                                     | |
| Színész | Színésznő |
| - Richard Chamberlain – Sógun - Edward Asner – Lou Grant - Larry Hagman – Dallas - Robert Urich – Vegas - Robert Wagner – Hart to Hart | - Yoko Shimada – Sógun - Barbara Bel Geddes – Dallas - Melissa Gilbert – A farm, ahol élünk - Linda Gray – Dallas - Stefanie Powers – Hart to Hart |
| Legjobb alakítás televíziós sorozatban (vígjáték vagy zenés film)                                                                      | |
| Színész | Színésznő |
| - Alan Alda – MASH - Judd Hirsch – Taxi - Hal Linden – Barney Miller - Gavin MacLeod – Szerelemhajó - Wayne Rogers – House Calls       | - Katherine Helmond – Soap - Loni Anderson – WKRP in Cincinnati - Polly Holliday – Flo - Linda Lavin – Alice - Lynn Redgrave – House Calls         |
| Legjobb mellékszereplő televíziós sorozatban, minisorozatban vagy tévéfilmben                                                          | |
| Mellékszereplő színész | Mellékszereplő színésznő |
| - Vic Tayback – Alice - Pat Harrington – Once Day at a Time - Danny DeVito – Taxi - Andy Kaufman – Taxi - Geoffrey Lewis – Flo         | - Valerie Bertinelli – Once Day at a Time - Diane Ladd – Alice - Marilu Henner – Taxi - Beth Howland – Alice - Linda Kelsey – Lou Grant            |

## Különdíjak

### Cecil B. DeMille-életműdíj
A Cecil B. DeMille-életműdíjat Gene Kelly vehette át.

### Miss/Mr.Golden Globe
- Rosanne Katon[3]

## Fordítás
- Ez a szócikk részben vagy egészben  a(z)   38th Golden Globe Awards című angol Wikipédia-szócikk fordításán alapul.  Az eredeti cikk szerkesztőit annak laptörténete sorolja fel. Ez a jelzés csupán a megfogalmazás eredetét és a szerzői jogokat jelzi, nem szolgál a cikkben szereplő információk forrásmegjelöléseként.